# 수온타카의 검

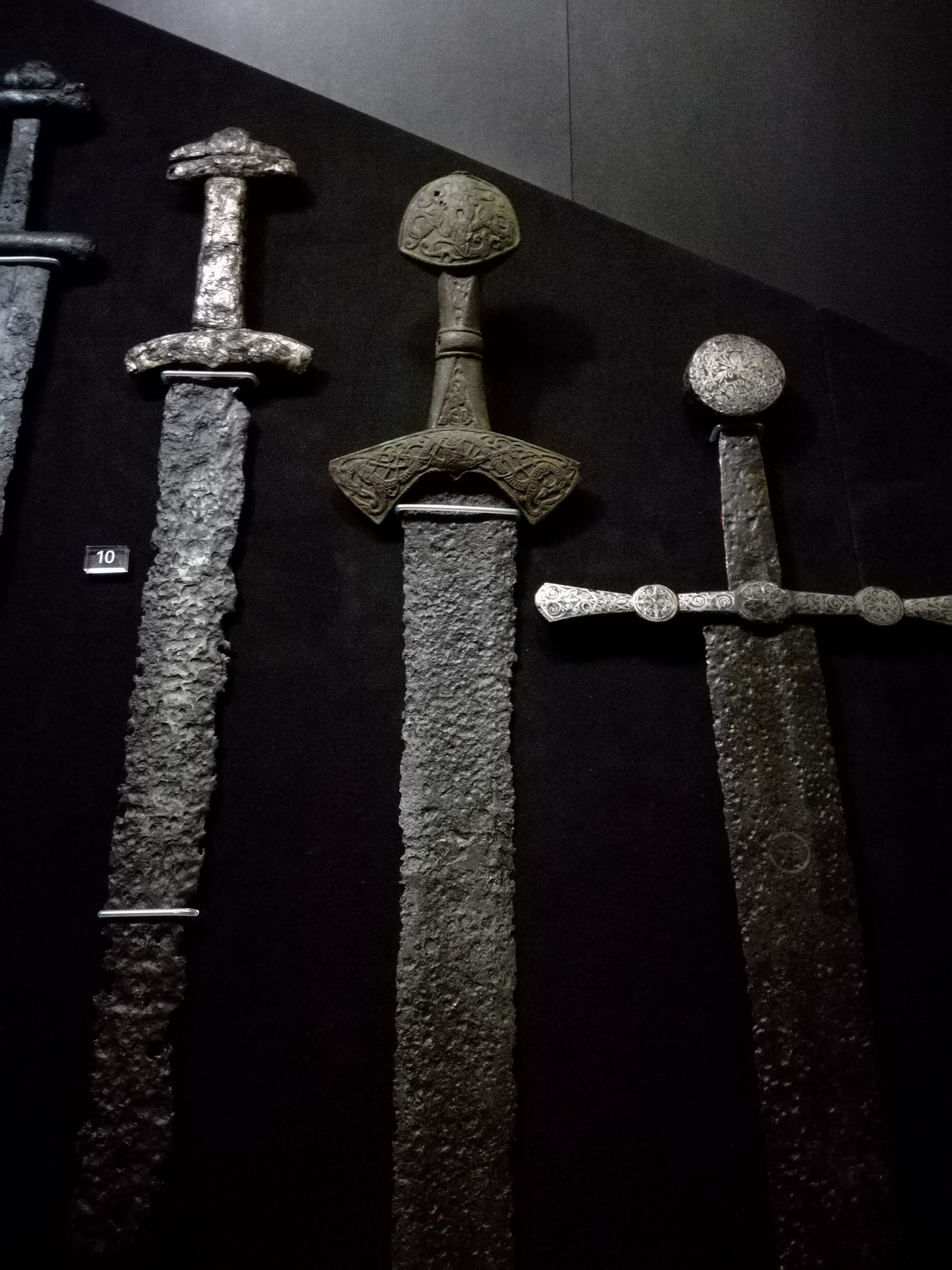
핀란드 국립박물관에 전시된 수온타카의 검.

수온타카의 검(핀란드어: Suontaan miekka 수온탄 미에카[*])은 1968년 핀란드 해메의 수온타카의 한 여성의 무덤에서 출토된 양날검이다. 무덤이 만들어진 시기는 기원후 1030년경으로 비정되었으며, 칼은 10세기에 사용되었을 것이다. 칼자루는 전체가 청동으로만 만들어졌다. 당대 예술양식을 대표해 줄만한 유물로 여겨진다.
이 무덤에서는 이 검 뿐 아니라 보물 일습과 다른 검들, 그 외 자잘한 유물들이 출토되었다. 해메 지역은 검이 많이 출토되기로 유명한데, 자세히는 알 수 없지만 아마 이 검의 주인도 폭력이 난무하던 시대를 살다 갔을 것으로 여겨진다. 유물은 현재 핀란드 국립박물관에서 소장 중이다.